# Al Voss
Pour les articles homonymes, voir Voss (homonymie).
Alain Voss, plus connu sous le surnom Al Voss, est un auteur français de bande dessinée, né le 29 avril 1946 à Paris et mort le 13 mai 2011 au Portugal.
Il a publié plusieurs albums de pastiches de grandes séries de la BD.

## Œuvres publiées

### Albums
- Heilman, Al Voss, Les Humanoïdes associés, coll. « Mirage », 1978.
- L'arbre à came, Al Voss, Les Humanoïdes associés, coll. « Pied jaloux », 1981.
- Kar war, Al Voss, Les Humanoïdes associés, coll. « Pied jaloux », 1981.
- Adrénaline, dessins Al Voss, scénarios Angelfred, Letendre, Manœuvre et Voss, Les Humanoïdes associés, coll. « Métal Hurlant », 1982.
- Lokyia, Al Voss, Les Humanoïdes associés, coll. « Métal Hurlant », 1982.
- Zodiaque, ouvrage collectif avec Arno, Caro, Caza, Yves Chaland/Doug Headline, Cheraqui, Luc Cornillon, Michel Crespin, Dodo/Ben Radis, Jean-Claude Gal, Paul Gillon, Dominique Hé, Kent Hutchinson, Chantal Montellier, Hugo Pratt, Martin Veyron, Al Voss/Angelfred, Les Humanoïdes Associés, coll. « Pied jaloux », 1983.
- Parodies, Al Voss, Les Humanoïdes associés, coll. « H Humour Humanoïde », 1984.